# Karl Rosenhaupt
Karl Rosenhaupt (* 30. Juli 1885 in Fürth; † 2. April 1952 in München) war ein deutscher Eisenbahner und Politiker.

## Leben und Beruf
Nach dem Schulbesuch nahm Rosenhaupt ein Studium der Rechtswissenschaften und der Nationalökonomie auf, das er mit der Promotion beendete. Er trat 1912 als Regierungsrat in die Verwaltung der Königlich Bayerischen Staatseisenbahnen ein. 1920 wurde er von der Deutschen Reichsbahn übernommen. Seit 1924 war Rosenhaupt Finanzdezernent bei der Reichsbahndirektion München und wurde dort zuletzt zum Reichsbahnoberrat ernannt.
Rosenhaupt, der jüdischer Abstammung war, wurde zwar nach der „Machtergreifung“ und dem Erlass des Berufsbeamtengesetzes aufgrund des Frontkämpferprivilegs zunächst nicht entlassen, aber im Oktober 1933 zum „Hilfsarbeiter“ in seinem eigenen Referat herabgestuft. Nach Inkrafttreten der Nürnberger Gesetze wurde er 1935 in den vorzeitigen Ruhestand versetzt. Danach war er als Hilfsarbeiter bei einer Vertretung für Schweizer Maschinen tätig. Nach Beginn des Zweiten Weltkriegs musste Rosenhaupt ab 1939 Zwangsarbeit als Schreibkraft und Lagerarbeiter auf einem Münchner Reichsbahn-Güterbahnhof leisten. Seine „privilegierte Mischehe“ mit einer „deutschblütigen“ Frau bewahrte ihn vor der Deportation.
Nach Kriegsende wurde er im Juni 1945 Präsident der Reichsbahndirektion München und leitete die Direktion auch nach dem Übergang zur Deutschen Bundesbahn bis zu seinem planmäßigen Eintritt in den Ruhestand im März 1951.

## Öffentliche Ämter
Rosenhaupt amtierte vom 28. Mai 1945 bis zum 28. September 1945 als Staatsminister für die Bahn in der von Ministerpräsident Fritz Schäffer geführten Regierung des Freistaates Bayern.